# Фрегат-арієль
Фрегат-арієль (Fregata ariel) — вид сулоподібних птахів родини фрегатових (Fregatidae).

## Поширення
Птах поширений у тропічних та субтропічних широтах Індійського і Тихого океану, та на півдні Атлантичного океану.

## Галерея

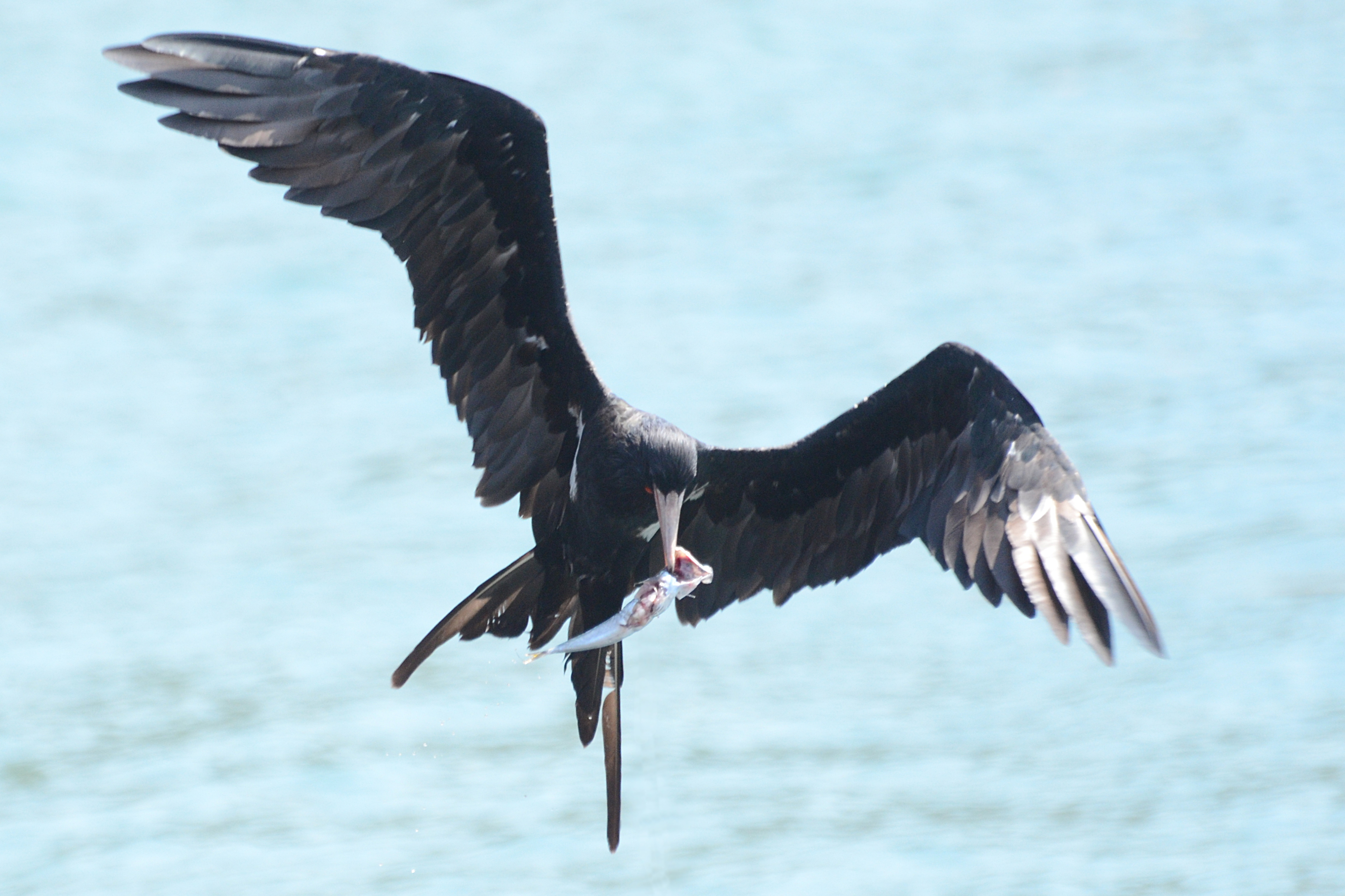
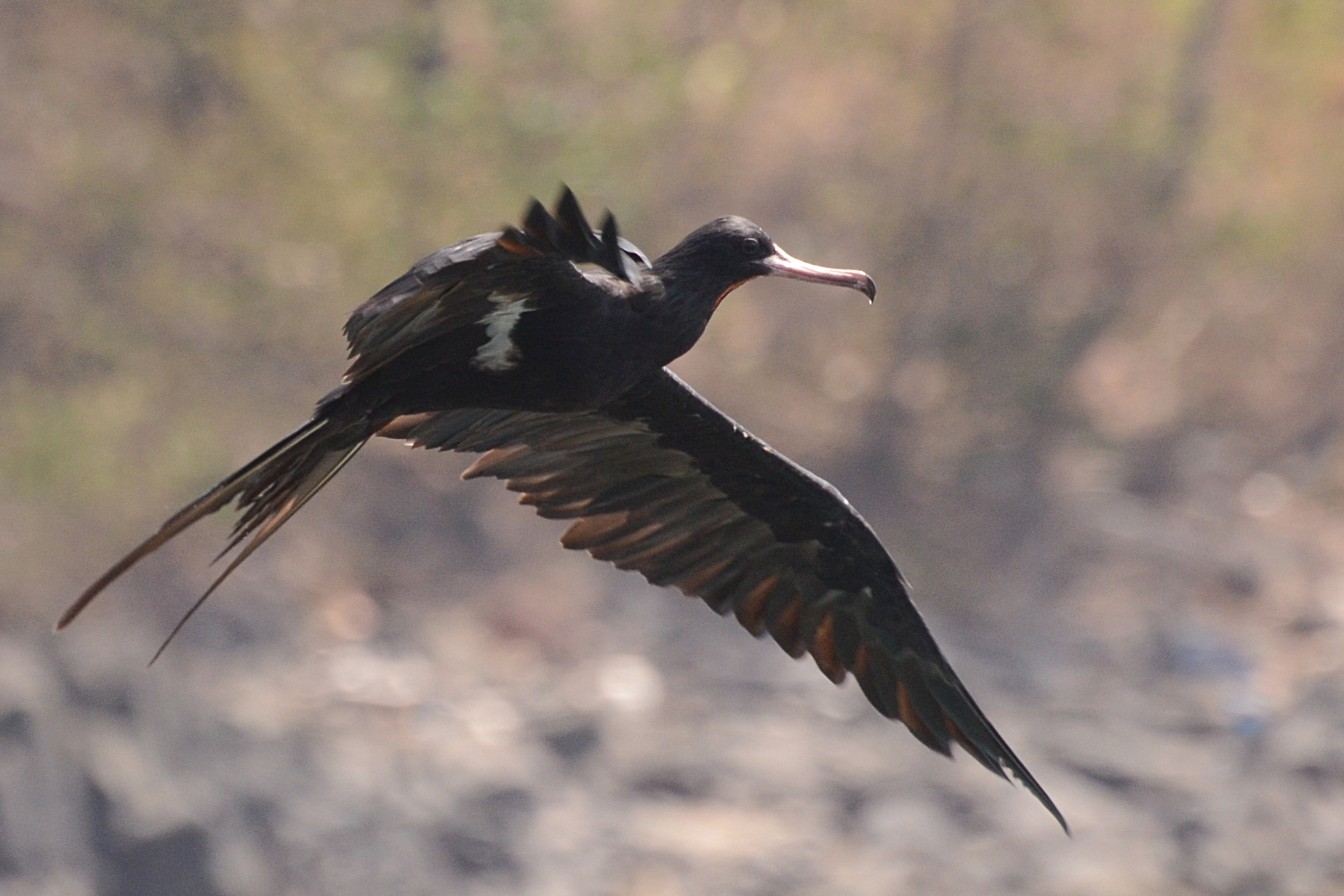
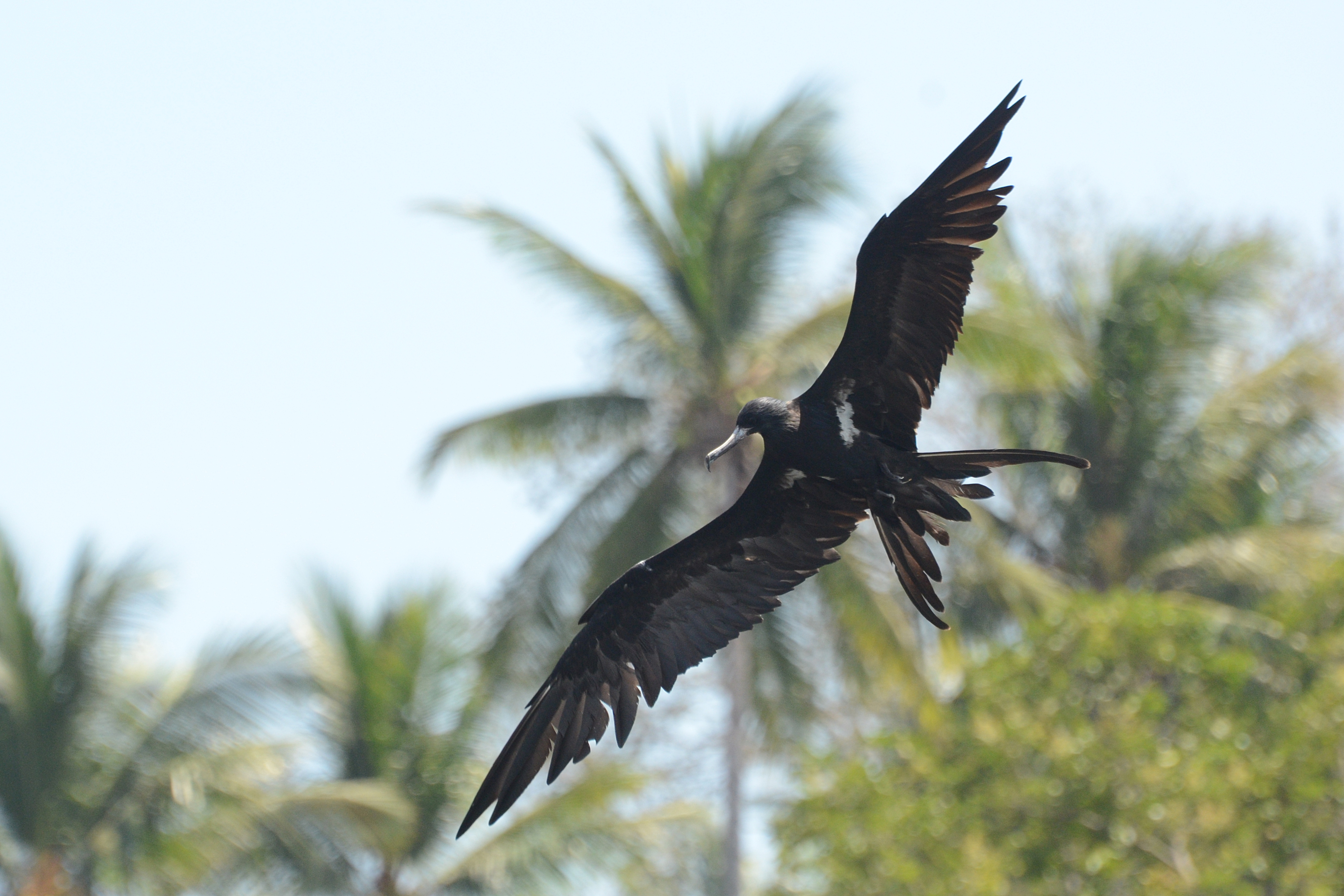
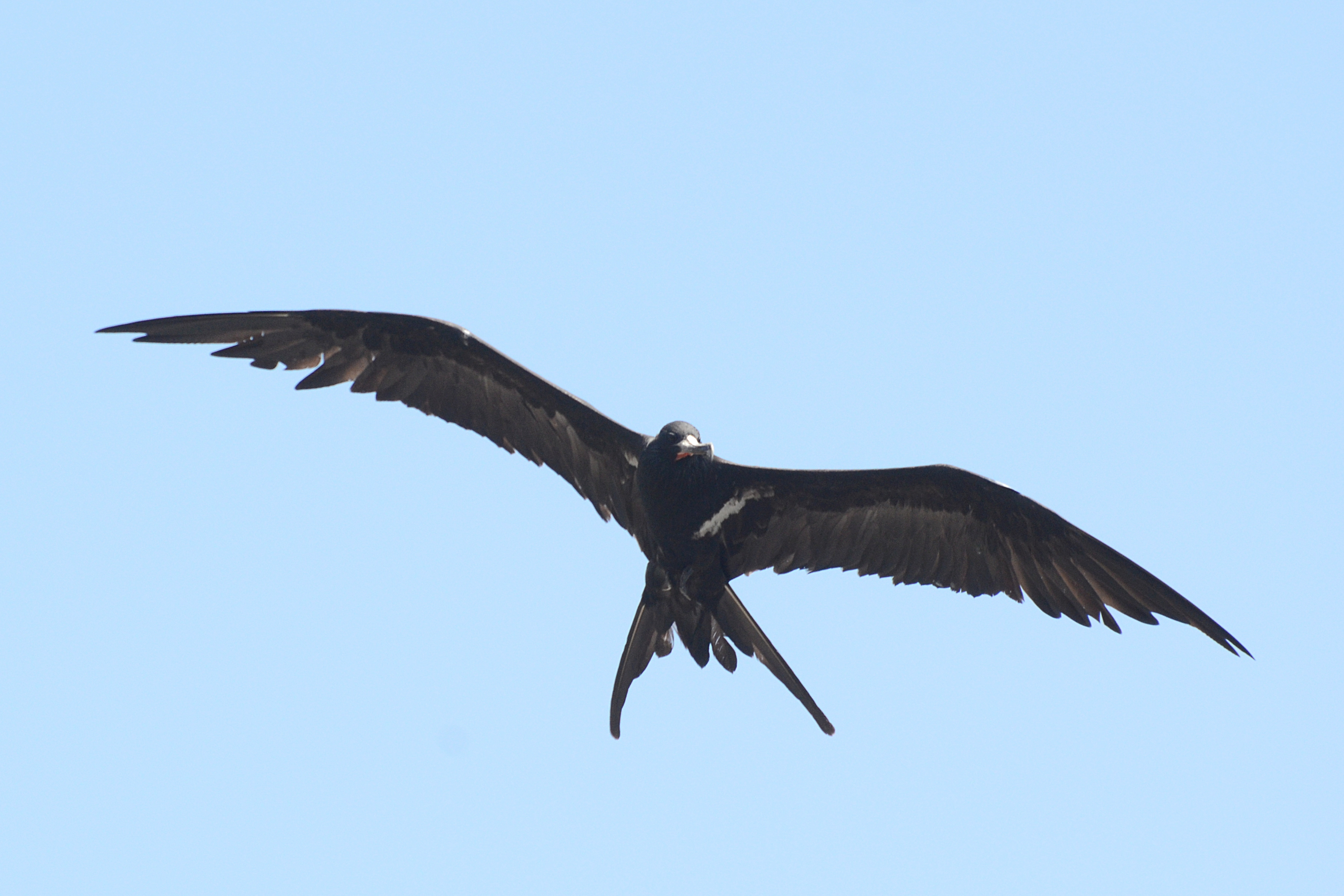

## Опис
Тіло завдовжки 66-81 см, розмах крил — 175—193 см. Самці важать 625—875 г, самиці — 760—955 г. Оперення чорного забарвлення з зеленкуватим, синюватим або фіолетовим відтінком. У самців є червоний горловий мішок. У самиць на грудях є біла пляма та білий комір на шиї.